# Матрица Якоби
Матрица Яко́би отображения {\displaystyle \mathbf {u} \colon \mathbb {R} ^{n}\to \mathbb {R} ^{m}} в точке {\displaystyle x\in \mathbb {R} ^{n}} описывает главную линейную часть произвольного отображения {\displaystyle \mathbf {u} } в точке {\displaystyle x}.

## Определение
Пусть задано отображение {\displaystyle \mathbf {u} :\mathbb {R} ^{n}\to \mathbb {R} ^{m},\mathbf {u} =(u_{1},\ldots ,u_{m})^{T},u_{i}=u_{i}(x_{1},\ldots ,x_{n}),i=1,\ldots ,m,} имеющее в некоторой точке {\displaystyle x} все частные производные первого порядка.
Матрица {\displaystyle J}, составленная из частных производных этих функций в точке {\displaystyle x}, называется матрицей Якоби данной системы функций.
{\displaystyle J(x)={\begin{pmatrix}{\partial u_{1} \over \partial x_{1}}(x)&{\partial u_{1} \over \partial x_{2}}(x)&\cdots &{\partial u_{1} \over \partial x_{n}}(x)\\{\partial u_{2} \over \partial x_{1}}(x)&{\partial u_{2} \over \partial x_{2}}(x)&\cdots &{\partial u_{2} \over \partial x_{n}}(x)\\\vdots &\vdots &\ddots &\vdots \\{\partial u_{m} \over \partial x_{1}}(x)&{\partial u_{m} \over \partial x_{2}}(x)&\cdots &{\partial u_{m} \over \partial x_{n}}(x)\end{pmatrix}}}
Иными словами, матрица Якоби является производной векторной функции от векторного аргумента.

## Связанные определения
- Если {\displaystyle m=n}, то определитель {\displaystyle |J|} матрицы Якоби называется определителем Якоби или якобиа́ном системы функций {\displaystyle u_{1},\ldots ,u_{n}}.
- Отображение называют невырожденным, если его матрица Якоби имеет максимально возможный ранг; то есть,
{\displaystyle \mathrm {rank} \,J=\min(m,n)}

## Свойства
- Если все {\displaystyle u_{i}} непрерывно дифференцируемы в окрестности {\displaystyle \mathbf {x} _{0}}, то
{\displaystyle \mathbf {u} (x)=\mathbf {u} (x_{0})+J(x_{0})(\mathbf {x} -\mathbf {x} _{0})+o(|\mathbf {x} -\mathbf {x} _{0}|)}
- Пусть {\displaystyle \varphi \colon \mathbb {R} ^{n}\to \mathbb {R} ^{m},~\psi \colon \mathbb {R} ^{m}\to \mathbb {R} ^{k}} — дифференцируемые отображения, {\displaystyle J_{\varphi },J_{\psi }} — их матрицы Якоби. Тогда матрица Якоби композиции отображений равна произведению их матриц Якоби (свойство функториальности):
{\displaystyle J_{\psi \circ \varphi }(x)=J_{\psi }(\varphi (x))J_{\varphi }(x)}